# François Proth
François Proth (* 22. März 1852 in Vaux-devant-Damloup; † 21. Januar 1879) war ein französischer Landwirt, der auch mathematische Publikationen verfasste.
Proth betrieb hauptberuflich Landwirtschaft in der Gemeinde Vaux-devant-Damloup. 1876 bis 1878 veröffentlichte er mehrere Sätze über Primzahlen, am bekanntesten ist dabei sein Primzahltest (Satz von Proth) für Prothsche Primzahlen (und damit auch zum Beispiel für Fermat-Zahlen). Der Pépin-Test ist ein Sonderfall des Satzes von Proth und wurde von Proth ebenfalls veröffentlicht. Proth gab zwar in seinen Veröffentlichungen keinen Beweis für den Satz von Proth, schrieb aber in einem Brief, dass er einen Beweis hatte. Die Arbeiten über Proth-Zahlen standen in Zusammenhang mit etwa gleichzeitig erschienenen Arbeiten von Édouard Lucas. Proth formulierte auch Gilbreaths Vermutung vor dem Namensgeber Norman Gilbreath (und gab einen fehlerhaften Beweis).
Er behauptete auch das Bertrandsche Postulat bewiesen zu haben.

## Schriften
- Énoncés de divers théorèmes sur les nombres, Comptes Rendus des Séances de l'Académie des Sciences, Paris, Band 83, 1876, 1288–1286.
- Sur quelques identités, Nouvelle Correspondance Mathématique de M. E. Catalan, Brüssel, Band 4, 1878, 377–378.
- Sur la série des nombres premiers, Nouv. Corresp. Math., Band 4, 1878, 236–240 (Gilbreath Vermutung)
- Théorème relatif à la théorie des nombres, Comptes Rendus des Séances de l'Académie des Sciences, Paris, Band 87, 1878, S. 374 (Pépin-Test, nur eine kurze Ankündigung), Wikisource
- Théorèmes sur les nombres premiers, Comptes Rendus des Séances de l'Académie des Sciences, Paris, Band 87, 1878, S. 926 (Satz von Proth, nur Ankündigung), wikisource